# تحليل الكتلة المزدوجة

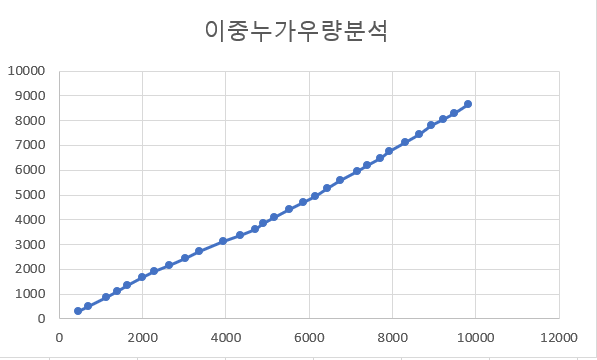

تحليل الكتلة المزدوجة  عبارة عن منهجية تحليل للبيانات يشيع استخدامها من أجل تقصي الحقائق فيما يتعلق بسلوكيات السجلات المكونة من البيانات المائية أو المناخية في عدد من المواقع. وهي تستخدم لتحديد ما إذا كانت هناك حاجة لإجراء تصحيحات على البيانات لعكس التغييرات الحادثة في إجراءات تجميع البيانات أو غير ذلك من الظروف المحلية الأخرى. ويمكن أن تنجم مثل هذه التغييرات من مجموعة متنوعة من الأشياء التي تشتمل على التغييرات الطارئة في الأدوات أو التغييرات الناشئة في إجراءات الملاحظة أو التغييرات التي تنجم في مواقع القياس أو الظروف المحيطة. ويعتبر تحليل الكتلة المزدوجة لفحص مدى اتساق السجلات المائية أو المناخية أداة ضرورية قبل الاعتماد عليها لأغراض التحليل.
ومن أمثلة تحليل الكتلة المزدوجة «مخطط الكتلة المزدوجة» أو «منحنى الكتلة المزدوجة». ففي تلك الأمثلة، يتم رسم النقاط و/أو خط التوصيل أينما يتم تحديد مواضع المحورين السيني والصادي من خلال مجموعة قوائم القيم التي تتم ملاحظتها في كلتا المحطتين. وإذا تأثرت كلتا المحطتين بالمدى والاتجاهات نفسيهما، فإن منحنى الكتلة المزدوجة يجب أن يأخذ شكل الخط المستقيم. ويمكن أن يشير الفاصل في ميل المنحنى إلى تغير الظروف في أحد المواقع ولكن ليس في كل المواقع.
وتعتمد هذه التقنية على مبدأ أنه عندما تأتي كل البيانات المسجلة من المجموعة الأم نفسها، فإنها تتسم بالاتساق.

## كتابات أخرى
- Dubreuil P. (1974) Initiation à l'analyse hydrologique Masson& Cie et ORSTOM, Paris.